# Serotype
En serotype (også kendt som serovar, serologisk type) er en stamme af bakterie, svamp eller virus som kan identificeres immunologisk ved reaktion med specifikke antistoffer og dermed adskilles fra andre stammer af samme art (serotypning). F.eks. forekommer den gram-negative bakterie Escherichia coli i mange forskellige serotyper.
| Lægevidenskab | Spire Denne artikel om lægevidenskab er en spire som bør udbygges. Du er velkommen til at hjælpe Wikipedia ved at udvide den. |